# یوسیپ ورلیچ
یوسیپ ورلیچ (کرواتی: Josip Vrlić؛ زادهٔ ۲۵ آوریل ۱۹۸۶) بازیکن واترپلو اهل کرواسی است.